# 朝鮮韓國·朝鮮漢字音
韓國漢字音，又稱朝鮮漢字音，指的是韓語中漢字的讀音。它與日語音讀相似，都是源於漢語音。日本漢字音因傳入時代不同有吳音、漢音、唐音等之分。

## 歷史和資料
朝鮮半島與中國直接陸地相連，因此一般推測從較早時代起漢字已經不間斷的傳播到朝鮮。然而訓民正音創製（1443年）以前的古代韓語無表音文字，故漢字音的狀況難以確知。可以成為推測的線索的有吏讀、鄉札、口訣等借字表記方法（以漢字標記漢字的韓語讀音）。
西元1443年表音文字訓民正音被創製，韓語也可以以更明確的形式記錄書寫。15世紀使用的漢字音是《東國正韻》所規定的漢字音（東國正韻式漢字音），此體系並非當時實際使用的漢字音，所以無法直接用以推知當時的實際讀音。
最早出現的關於現實的漢字音的書籍是《六祖法寶壇經諺解》和《真言勤供三壇施食文諺解》（1496年）。此後以現實的漢字音為漢字注音的做法得到推廣。崔世珍所作的漢字教材《訓蒙字會》（1527年）也是以現實漢字音注音。

## 韓國漢字音的音韻體系與特徵
此處概要敘述現代韓語漢字音的體系和特徵，使用耶魯韓語拼音。

### 初聲
韓語的初聲（字首輔音）有以下十九種，其中有十五種作為漢字音的初聲出現。標有的音不作為漢字音初聲出現。
|          |      | 雙唇音  | 齒齦音  | 齒齦音 | 硬顎音  | 軟齶音 | 聲門音 |
| 塞音     | 擦音 | 雙唇音  |         |        | 硬顎音  | 軟齶音 | 聲門音 |
| -------- | ---- | ------- | ------- | ------ | ------- | ------ | ------ |
| 障 礙 音 | 平音 | p       | t       | s      | c       | k      | 首靜音 |
| 障 礙 音 | 激音 | ph      | th      |        | ch      | kh     | h      |
| 障 礙 音 | 硬音 | 《pp 》 | 《tt 》 | ss     | 《cc 》 | kk     |        |
| 鼻音     | 鼻音 | m       | n       |        |         |        |        |
| 流音     | 流音 |         | l       |        |         |        |        |

韓國漢字音的障礙音初聲幾乎皆是平音或激音。硬音初聲只出現於下列三個字中，而且此三字在中世韓語中也是讀平音而是在現代語中才硬音化的，因此原本韓國漢字音中不存在硬音初聲。
- ss（ㅆ）：双 ssang（쌍）、氏 ssi（씨）
- kk（ㄲ）：喫 kkik（끽）

「t、th（ㄷㅌ）」不可與元音i（ㅣ）與半元音「y-(ㅑㅒㅛㅕㅖㅠ)、w-(ㅘㅙㅝㅞㅟ)、ø(ㅚ)」等結合，「s、c、ch（ㅅㅈㅊ）」也不可與半元音「y-(ㅑㅒㅛㅕㅖㅠ)、w-(ㅘㅙㅝㅞㅟ)、ø(ㅚ)」等結合。但是，中世韓語中與i及y-的結合是允許出現的。例如「田」的字音曾是「tyen（뎐）」，近代韓語期顎化為「cyen（젼）」，直至現代韓語變為「cen（전）」。

### 中声
韓語的中声（單元音、半元音以及複元音）有二十一種，其中只有「yay（ㅒ）」一種不在漢字音中出現。
| 單元音   | a  | e  | wo | wu | u  | i | ay       | ey  | woy | wi |
| y-半元音 | ya | ye | yo | yu |    |   | 《yay 》 | yey |     |    |
| w-半元音 | wa | we |    |    |    |   | way      | wey |     |    |
| 複元音   |    |    |    |    | uy |   |          |     |     |    |

中聲與初聲、終聲結合存在限制，如單元音「u（ㅡ）」後面必定有終聲伴隨，且不可與初聲「m、b、p（ㅁㅂㅍ）」結合，否則音變成「wu（ㅜ）」（如「朋」 →  bwung）。含/w/的中聲除「wa、we（ㅘㅝ）」外不可與終聲結合。
「ㅐ」（ay）和「ㅔ」（ey）在現代韓語中分別發單母音/ɛ/和/e/（近來甚至兩者不分），但在中世韓語中發複元音*/ai/和*/əi/。例如，「太」的漢字音「thay （태，今/tʰɛ/）」在中世韓語中被推測為 */tʰaj/，與中國語音 */tʰɑj/相合。之後在近代韓語時期複元音發生單元音化，變為現代的讀音。
中世韓語中亦有元音「o（ㆍ）」，包括其相關複元音，在近代韓語中併入「a（ㅏ）」類。例如，「師」的中世韓語漢字音為「so（ᄉᆞ）」，與「沙」的「sa（사）」不同。

### 終声
韓語有七種終声（末輔音），其中除「t（ㄷ）」外皆在漢字音中出現。
|        | 雙唇音 | 齒齦音 | 舌根音 |
| ------ | ------ | ------ | ------ |
| 障礙音 | p      | 《t 》 | k      |
| 鼻音   | m      | n      | ng     |
| 流音   |        | l      |        |

終聲與中聲的結合也存在制約，例如，終声「p、m（ㅂㅁ）」不可與中声「wo、wu（ㅗㅜ）」結合。

### 音高重音與長元音
中世韓語中存在音高重音，有低調（平声）、高調（去声）和低高調（上声）三種調類，三類皆在漢字音中出現。此重音體系在近代韓語時期消亡。其中低調與高調複合而成的低高調與低調與高調相比音長加倍，故在重音消失後變為長母音而留下痕跡。
- 事 sā（사）[saː]

## 南北分割對漢字音的影響
大韓民國（下稱「南韓」）和朝鮮民主主義人民共和國（下稱「北韓」）的漢字音存在少數差別。如：
| 漢字 | 南韓音 | 北韓音 |
| ---- | ------ | ------ |
|      | kyak   | ke     |
|      | way    | woy    |
|      | key    | kyey   |

在北韓，一般和南韓一樣讀「（swu）」，僅在一詞中改讀「（sswu）」，變成「（wonsswu）」（南韓讀音：「（wonswu）」），據說是為了避免與一樣讀的同音。
漢字音「（myey）」、「（pyey）」在北韓為「（mey）」、「（pey）」，據推斷是為與二者的實際發音相符合而改。
在漢字詞中，詞首出現「l（ㄹ）」或「n（ㄴ）」時，按南韓規定須依所謂「頭音法則」（ dueumbeobchik）發生變化。詞首的「l（ㄹ）」後接i或半元音y時須改為「ㅇ」（脫落），後接其他音時變為「n（ㄴ）」。詞首的「n（ㄴ）」後接/i/或/y/時變為「ㅇ」（脫落）。北韓標準無此規定，「ㄹ」、「ㄴ」不發生變化。

## 與中古音的對應關係
此處根據河野六郎（1979）與伊藤智ゆき（2007）概述中國中古音與中世韓語的漢字音的對應關係。

### 聲母
韓國漢字音的聲母見下表：
|        | 全清         | 次清               | 全濁                  | 次濁                 |
| ------ | ------------ | ------------------ | --------------------- | -------------------- |
| 唇音   | 幫・非 p（） | 滂・敷 p，ph（ㅍ，） | 並・奉 p（）            | 明・微 m（）         |
| 舌音   | 端・知 t（） | 透・徹 th（ㅌ）      | 定・澄 t（）          | 泥・娘 n（）         |
| 半舌音 |              |                    |                       | 来 l（｛ → ㄴ/ㅇ｝） |
| 齒音   | 精・照 c（ㅈ） | 清・穿 ch（ㅊ）      | 從・牀 s，c，ch（，） |                      |
| 齒音   | 心・審 s（） |                    | 邪・禪 s（）          |                      |
| 半齒音 |              |                    |                       | 日 z（ → ）          |
| 牙音   | 見 k（ㄱ）     | 溪 k（ㄱ）           | 群 k（ㄱ）              | 疑 ʼ（ㆁ → ）        |
| 喉音   | 影 ʼ（ㆆ →） |                    |                       | 喩 ʼ（ㅇ）             |
| 喉音   | 曉 h（ㅎ）     |                    | 匣 h（ㅎ）              |                      |

中古音的塞音和塞擦音聲母分為三組：全清（不送氣清音）、次清（送氣清音）與全濁（濁音），存在送氣／不送氣的對立與清濁對立。韓語存在送氣／不送氣（平音／激音）的對立，但不存在清濁對立。早期的諺文文獻使用雙字母「並書」的方式標注漢字詞中的全濁聲母（如群母拼 ），現代正字法中已廢除，改而用以拼硬音聲母。
總體而言，激音對應於次清，平音對應於全清和全濁。此對應關係不並嚴格，存在下列不規則情況：
- 見母、溪母有時為「ㅎ（h）」初聲。 
  - 革 혁 hyek〔見母〕，恢 회 hwoy〔溪母〕。
- 溪母僅在夬韻合口呼「ㅙ（wae）」前為激音「ㅋ（kh）」。
  - 快 쾌 khway
- 定母、澄母有時為激音「ㅌ（th）」或者進一步變為「ㅊ（ch）」。
  - 彈 탄 than〔定母〕，治 치 chi〔澄母〕
- 次清音中，原則上重唇音滂母為「ㅍ（ph）」，輕唇音敷母為「p（ㅂ）」。
- 唇音與齒音隨韻母變化會出現不規則情況。例如，韻母為「아（a）」、「예（yay）」、「요（yo）」、「일（il）」時，全清（幫母、非母）、全濁（並母、奉母）原則上出現為「ㅍ（ph）」，相反，韻母為「악（ak）」時，次清（滂母、敷母）原則的出現為「ㅂ（p）」。 
  - 波 파 pha〔幫母〕，廢 폐 phyey〔非母〕
  - 弊 폐 phyey〔並母〕，乏 핍 phip〔奉母〕
  - 拍 박 pak
- 曉母、匣母常出現為「ㄱ（k）」，往往是受聲旁誤導。
  - 喝 갈 kal〔曉母〕，暇 가 ka〔匣母〕
- 以「區」為聲旁的影母字完全出現為「ㄱ」初聲。 
  - 歐毆嘔謳 구 ku

### 韻母
不包括個別例外，韓國漢字音的韻母如下表所示，本表中为明晰起见以耶鲁拼音方案表记（等呼若有常见差异才分開列出）：
| 中國音 （舉平以賅上去入） | 中國音 （舉平以賅上去入） | 中國音 （舉平以賅上去入） | 朝鮮音             | 朝鮮音           |
| 中國音 （舉平以賅上去入） | 中國音 （舉平以賅上去入） | 中國音 （舉平以賅上去入） | 平上去聲           | 入聲             |
| ------------------------- | ------------------------- | ------------------------- | ------------------ | ---------------- |
| 果攝                      | 果攝                      | 果攝                      | a（）              |                  |
| 假攝                      | 假攝                      | 假攝                      | a（）              |                  |
| 遇攝                      | 模韻                      | 模韻                      | wo（오）             |                  |
| 遇攝                      | 魚韻                      | 魚韻                      | e（），ye（여）      |                  |
| 遇攝                      | 虞韻                      | 虞韻                      | wu（우），yu（）     |                  |
| 蟹攝                      | 咍韻                      | 咍韻                      | oi（ → ）          |                  |
| 蟹攝                      | 灰韻・泰韻合              | 灰韻・泰韻合              | woy（외）            |                  |
| 蟹攝                      | 泰韻開・皆韻・佳韻・夬韻  | 泰韻開・皆韻・佳韻・夬韻  | ay（애）             |                  |
| 蟹攝                      | 祭韻・齊韻・廢韻          | 開                        | yey（예），ye（여）    |                  |
| 蟹攝                      | 祭韻・齊韻・廢韻          | 牙音合（一部）            | yu（유）           |                  |
| 止攝                      | 齒頭音、正齒音莊組        | 開                        | o（ → ）           |                  |
| 止攝                      | 齒音                      | 合                        | (y)u（유 → 우）    |                  |
| 止攝                      | 其餘聲母                  | 其餘聲母                  | i（）              |                  |
| 效攝                      | 效攝                      | 效攝                      | wo（오）             |                  |
| 流攝                      | 流攝                      | 流攝                      | wu（우）             |                  |
| 咸攝                      | 覃韻・談韻・咸韻・銜韻    | 覃韻・談韻・咸韻・銜韻    | am（암）             | ap（압）           |
| 咸攝                      | 鹽韻・添韻・嚴韻・凡韻    | 鹽韻・添韻・嚴韻・凡韻    | em（엄）             | ep（업）           |
| 深攝                      | 深攝                      | 深攝                      | im（임），um（음）     | ip（입），up（읍）   |
| 山攝                      | 寒韻・桓韻・山韻・刪韻    | 寒韻・桓韻・山韻・刪韻    | an（안）             | al（알）           |
| 山攝                      | 元韻                      | 元韻                      | en（언），an（안）     | el（얼），al（알）   |
| 山攝                      | 仙韻・先韻                | 仙韻・先韻                | en（언）             | el（얼）           |
| 臻攝                      | 痕韻                      | 痕韻                      | on（ → ），un（은）  | ul（을）           |
| 臻攝                      | 魂韻                      | 唇音（一部）              | wun（운）          | ol（ → ）        |
| 臻攝                      | 魂韻                      | 其余声母                  | won（온）            | wol（올）          |
| 臻攝                      | 真韻開                    | 真韻開                    | in（인），un（은）     | il（일），ul（을）   |
| 臻攝                      | 諄韻・真韻合              | 諄韻・真韻合              | yun（윤）            | yul（율）          |
| 臻攝                      | 臻韻・欣韻                | 臻韻・欣韻                | un（은）             | ul（을）           |
| 臻攝                      | 文韻                      | 文韻                      | wun（）            | wul（울）          |
| 宕攝                      | 宕攝                      | 宕攝                      | ang（앙）            | ak（악）           |
| 江攝                      | 江攝                      | 江攝                      | ang（앙）            | ak（악）           |
| 曾攝                      | 曾攝                      | 曾攝                      | ung（응），ing（잉） | uk（윽），ik（익） |
| 梗攝                      | 庚韻二等・耕韻            | 開                        | oyng（ → ）        | oyk（ → ）       |
| 梗攝                      | 庚韻二等・耕韻            | 合                        | woyng（욍）          | woyk（왹）         |
| 梗攝                      | 庚韻三等・清韻・青韻      | 庚韻三等・清韻・青韻      | yeng（영）           | yek（역）          |
| 通攝                      | 通攝                      | 通攝                      | wong（옹），wung（웅） | wok（옥），wuk（욱） |

o：「下a」（아래아/ㆍ），在現代朝鮮語的漢字詞中并入a。

#### 韻尾
韓國漢字音的韻尾整齊的對應於中古音的六類輔音韻尾 [m]、[n]、[ŋ]、[p̚]、[t̚]、[k̚]。但中古音的入聲 [t̚] 對應於「ㄹ（l）」。此現象在古代韓語中已經存在。
- kam [kam]
- kan [kan]
- kang [kaŋ]
- kap [kap̚]
- kal [kal]
- kak [kak̚]

#### 介音
韻母的開合，即介音 [w] 的有無由聲母的種類而定。牙音、齒音、喉音時原則上介音 w 被反映，舌音則不被反映。
- kwa〔牙音〕、  cwa〔齒音〕、  hwa〔喉音〕
- tha〔舌音〕

洪細音（有無介音 [i]）多數情況也反映於漢字音中，但現代正字法規定（見上），舌音加介音 [i] 則并入齒音，齒音後的介音 [i] 也一并脫落。
一部分漢字音反映重紐，例如，止攝諸韻與仙韻中，重紐三等與四等在韓國漢字音中部分區別，一般在牙音與喉音聲母時被反映，唇音聲母時不被反映。
- 喉音止攝：（喻四等支） i  ― （影三等志） uy
- 牙音仙韻：（重紐四等） kyen  ― （重紐三等） ken
- 唇音仙韻：（重紐四等）、（重紐三等） ―  pyen

此區別在中國漢字音（北京音）與日本漢字音中不存在。

### 聲調
中古音的平聲和入聲分別大體對應於中世韓語的低調和高調，但中古音上聲和去聲在中期韓語中為高調或低高調，對應關係不明確。

### 起源
關於韓國漢字音脫胎於中國何代音韻，諸家有不同假說。根據伊藤智ゆき（2007），有上古音説（姜信沆等）、切韻音説（朴炳采）、唐代長安説（河野六郎）、宋代開封音説（有坂秀世）等，雖難以具體斷定，唐代長安音是韓國漢字音的基礎的可能性較高。

## 與現代其他漢字音的關係
韓國漢字音與何種現代漢字音（中國方言音，日本、越南漢字音等）最為接近也是一個有意思的研究論題。此問題的研究有多種方法，也有爭議性。要得到此問題的答案，可以參照中國方言的劃分標準。對方言進行劃分或研究其關聯性時，常用做法是列出若干條標準，如果某兩種方言在某項目上發生差別，則可以被區分開來。發生差別的項目越少，說明兩者越接近。不同的研究者可以提出不同的方案。然而，若以聲母與韻尾的對比作比對的話，韓國漢字音與粵語的差別最少。首先，兩者皆完整保留了入聲韻尾（但韓文漢字的-t轉為-l），顎音化也不存在於韓國漢字與粵語當中。因此比起中國漢語使用者，一般來說粵語使用者能以較快的速度掌握韓國漢字音，甚至在毫無韓語基礎下，單靠發音便能正確估計大部份韓國漢字的意思。
韓國漢字音與日本吳音的關係參見吳音條目。另外，與日本古音的關係參見古音條目。
需要注意的是，無論韓國漢字音與何種方言相似程度最高，都不說明韓國漢字音是從此地區傳入的。